# Сергијев Посад
Сергијев Посад (рус. Се́ргиев Поса́д) град је у Русији у Московске области. Припада Златном кругу руских градова. Налази се у Сергијевско-Посадском округу, 71 километар североисточно од Москве. Према попису становништва из 2010. у граду је живело 110.878 становника.

## Историја
Град је настао уз највећи руски манастир, Свету Сергијевску лавру. Манастир и град су се ујединили 1742. године. После Октобарске револуције град је назван Сергијев (рус. Сергиев), а нешто касније Загорск (рус. Загорск), како његово име не би асоцирало на Светог Сергија Радоњешког, оснивача манастира, што је бољшевицима било зазорно.

## Знаменитости
Поред Сергијеве лавре, вреди видети Успенску и Вознесенску цркву, које су настале у 18. веку. За град је од великог значаја и то што се у њему налази Московска духовна академија.

## Становништво
Према прелиминарним подацима са пописа, у граду је 2010. живело 110.878 становника, 2.703 (2,38%) мање него 2002.
| 1939.  | 1959.  | 1970.  | 1979.   | 1989.   | 2002.   | 2010.   |
| ------ | ------ | ------ | ------- | ------- | ------- | ------- |
| 44.556 | 75.578 | 92.428 | 107.144 | 114.696 | 113.581 | 111.179 |

## Партнерски градови
- Салдус
- Фулда
- Сремски Карловци
- Вагаршапат
- Слоним
- Гњезно
- / Нови Атос
- Терачина